# Manhelgd
Manhelgd (fsv. manhælghi, manhælgd), det rättsskydd, som enligt fornnordisk rätt tillkom en fri person som sådan, det vill säga rätt till personlig fred och säkerhet. Manhælgismal kallades mål, som rörde brott mot personlig fred och säkerhet, såsom dråp, misshandel och så vidare. I Upplandslagen finns en manhælghisbalker, omfattande straffrätten, med undantag av edsöreslagarna.